# Liste der Baudenkmale in Goslar - Claustorwall
In der Liste der Baudenkmale in Goslar - Claustorwall sind alle Baudenkmale in der Straße Claustorwall der niedersächsischen Gemeinde Goslar aufgelistet. Die Quelle der Baudenkmale ist der Denkmalatlas Niedersachsen. Der Stand der Liste ist der 25. September 2022.

## Allgemein
In den Spalten befinden sich folgende Informationen:
- Lage: die Adresse des Baudenkmales und die geographischen Koordinaten. Kartenansicht, um Koordinaten zu setzen. In der Kartenansicht sind Baudenkmale ohne Koordinaten mit einem roten Marker dargestellt und können in der Karte gesetzt werden. Baudenkmale ohne Bild sind mit einem blauen Marker gekennzeichnet, Baudenkmale mit Bild mit einem grünen Marker.
- Bezeichnung: Bezeichnung des Baudenkmales
- Beschreibung: die Beschreibung des Baudenkmales. Unter § 3 Abs. 2 NDSchG werden Einzeldenkmale und unter § 3 Abs. 3 NDSchG Gruppen baulicher Anlagen und deren Bestandteile ausgewiesen.
- ID: die Objekt-ID des Baudenkmales
- Bild: ein Bild des Baudenkmales, ggf. zusätzlich mit einem Link zu weiteren Fotos des Baudenkmals im Medienarchiv Wikimedia Commons. Wenn man auf das Kamerasymbol klickt, können Fotos zu Baudenkmalen aus dieser Liste hochgeladen werden:

Zurück zur Hauptliste
| Lage                                          | Bezeichnung                            | Beschreibung | ID       | Bild |
| --------------------------------------------- | -------------------------------------- | --- | -------- | ---- |
| Claustorwall 1a 51° 54′ 30″ N, 10° 25′ 11″ O  | Wohnhaus                               | | 36608910 |      |
| Claustorwall 2 51° 54′ 30″ N, 10° 25′ 10″ O   | Wohnhaus                               | | 36608116 |      |
| Claustorwall 2 51° 54′ 29″ N, 10° 25′ 10″ O   | Vorgarten                              | | 41162583 |      |
| Claustorwall 3 51° 54′ 27″ N, 10° 25′ 9″ O    | Wohnhaus                               | | 36607927 |      |
| Claustorwall 3 51° 54′ 27″ N, 10° 25′ 9″ O    | Vorgarten                              | | 36609380 |      |
| Claustorwall 4 51° 54′ 26″ N, 10° 25′ 8″ O    | Wohnhaus                               | | 36607958 |      |
| Claustorwall 4 51° 54′ 26″ N, 10° 25′ 9″ O    | Vorgarten                              | | 36609431 |      |
| Claustorwall 6 51° 54′ 25″ N, 10° 25′ 7″ O    | Villa Schmeisser                       | | 36607989 |      |
| Claustorwall 6 51° 54′ 24″ N, 10° 25′ 8″ O    | Villa Schmeisser (Garten)              | | 36609786 | BW   |
| Claustorwall 6 51° 54′ 24″ N, 10° 25′ 8″ O    | Villa Schmeisser (Einfriedung)         | | 36610369 |      |
| Claustorwall 8 51° 54′ 23″ N, 10° 25′ 7″ O    | Villa Moritz                           | | 36608021 |      |
| Claustorwall 8 51° 54′ 24″ N, 10° 25′ 6″ O    | Villa Moritz (Garten)                  | | 36609734 | BW   |
| Claustorwall 8 51° 54′ 23″ N, 10° 25′ 6″ O    | Villa Moritz (Laube)                   | | 36610418 | BW   |
| Claustorwall 8 51° 54′ 22″ N, 10° 25′ 6″ O    | Villa Moritz (Gedenkstein)             | | 36610467 | BW   |
| Claustorwall 8 51° 54′ 23″ N, 10° 25′ 7″ O    | Villa Moritz (Einfriedung)             | | 36610193 |      |
| Claustorwall 9 51° 54′ 19″ N, 10° 25′ 3″ O    | Wohnhaus                               | | 36608759 | BW   |
| Claustorwall 9 51° 54′ 19″ N, 10° 25′ 4″ O    | Vorgarten                              | | 36609481 | BW   |
| Claustorwall 9a 51° 54′ 18″ N, 10° 25′ 3″ O   | Wohnhaus                               | | 36608784 | BW   |
| Claustorwall 9b 51° 54′ 18″ N, 10° 25′ 3″ O   | Wohnhaus                               | | 36608809 | BW   |
| Claustorwall 9c 51° 54′ 17″ N, 10° 25′ 2″ O   | Wohnhaus                               | | 36608834 | BW   |
| Claustorwall 9c 51° 54′ 17″ N, 10° 25′ 3″ O   | Vorgarten                              | | 41173619 | BW   |
| Claustorwall 10 51° 54′ 17″ N, 10° 25′ 2″ O   | Wohnhaus                               | | 36608053 |      |
| Claustorwall 10 51° 54′ 16″ N, 10° 25′ 2″ O   | Vorgarten                              | | 36609456 | BW   |
| Claustorwall 11 51° 54′ 16″ N, 10° 25′ 1″ O   | Villa Loevenich-Bodencky               | | 36608084 |      |
| Claustorwall 11 51° 54′ 15″ N, 10° 25′ 1″ O   | Villa Loevenich-Bodencky (Vorgarten)   | | 36609256 | BW   |
| Claustorwall 11 51° 54′ 16″ N, 10° 25′ 2″ O   | Villa Loevenich-Bodencky (Einfriedung) | | 36610017 |      |
| Claustorwall 18 51° 54′ 13″ N, 10° 25′ 1″ O   | Haus Weber                             | Einfamilienwohnhaus, erbaut 1924 nach Entwürfen von Alfred Löser für Otto Weber. Zweigeschossiger Massivbau mit Zeltdach in Ziegeldeckung, frei stehend. Fassade verputzt. | 36543315 |      |
| Claustorwall 18 51° 54′ 14″ N, 10° 25′ 1″ O   | Haus Weber (Vorgarten)                 | Vorgarten mit Einfriedung, bestehend aus einer niedrigen Sockelmauer mit Pfosten sowie einem Eisengeländer mit vertikaler Lattung. Architekt: Alfred Löser.Bauherr: Otto Weber | 36564174 |      |
| Claustorwall 19 51° 54′ 16″ N, 10° 25′ 4″ O   | Wohnhaus                               | Zweigeschossiger Massivbau mit Walmdach in Schieferdeckung, frei stehend. Fassade verputzt, an der Straßenfassade rechtsseitig vorspringender dreigeschossiger Bauteil; Putzfassade durch Gesimsbänder und Fensterfascien gegliedert. | 36597844 | BW   |
| Claustorwall 19 51° 54′ 16″ N, 10° 25′ 3″ O   | Vorgarten                              | Vorgartenbereich zum Claustorwall. | 40458221 | BW   |
| Claustorwall 20 51° 54′ 17″ N, 10° 25′ 4″ O   | Haus Wehmeyer                          | Wohnhaus, erbaut 1899 nach Entwürfen von Zimmermeister H. Millner für August Wehmeyer. Zweigeschossiger Massivbau mit Satteldach in Ziegeldeckung, frei stehend. Fassade verputzt, an der Straßenfassade rechtsseitig vorspringender dreigeschossiger Bauteil mit Dreiecksgiebel; Putzfassade durch Gesimsbänder und Fensterfascien gegliedert.                                                                  | 36519830 |      |
| Claustorwall 20 51° 54′ 17″ N, 10° 25′ 4″ O   | Vorgarten                              | Vorgartenbereich zum Claustorwall. | 40458239 | BW   |
| Claustorwall 21 51° 54′ 17″ N, 10° 25′ 4″ O   | Wohnhaus                               | Zweigeschossiger Massivbau mit Satteldach in Ziegeldeckung, rechter Hausteil eines Doppelwohnhauses. Fassade mauerwerkssichtig, an der Straßenfassade rechtsseitig dreigeschossiger Bauteil mit Dreiecksgiebel, davor zweigeschossig aus der Fassadenflucht hervorspringend; Backsteinfassade durch Putzbänder und Fensterfascien gegliedert.                                                                    | 36519863 | BW   |
| Claustorwall 21 51° 54′ 17″ N, 10° 25′ 4″ O   | Vorgarten                              | Vorgartenbereich zum Claustorwall. | 36599351 | BW   |
| Claustorwall 22 51° 54′ 17″ N, 10° 25′ 5″ O   | Wohnhaus                               | Zweigeschossiger Massivbau mit Satteldach in Ziegeldeckung, linker Hausteil eines Doppelwohnhauses. Fassade mauerwerkssichtig, an der Straßenfassade linksseitig dreigeschossiger Bauteil mit Dreiecksgiebel, davor zweigeschossig aus der Fassadenflucht hervorspringend; Backsteinfassade durch Putzbänder und Fensterfascien gegliedert.                                                                      | 36519897 |      |
| Claustorwall 22 51° 54′ 17″ N, 10° 25′ 4″ O   | Vorgarten                              | Vorgartenbereich zum Claustorwall. | 36599323 | BW   |
| Claustorwall 23 51° 54′ 18″ N, 10° 25′ 5″ O   | Wohnhaus                               | Zweigeschossiger Fachwerkbau mit Satteldach in Ziegeldeckung, frei stehend. Straßenfassade fachwerksichtig, rechtsseitig Zwerchhaus mit offenem Sprengwerk, linksseitig zweigeschossiger Loggia-Vorbau; Südgiebel mit Schiefer verkleidet. | 36597875 |      |
| Claustorwall 23 51° 54′ 18″ N, 10° 25′ 5″ O   | Vorgarten                              | Vorgartenbereich zum Claustorwall. | 36599296 | BW   |
| Claustorwall 24 51° 54′ 19″ N, 10° 25′ 5″ O   | Wohnhaus                               | Zweigeschossiger Fachwerkbau mit Krüppelwalmdach in Ziegeldeckung, frei stehend. Straßenfassade fachwerksichtig, dreigeschossiger Mittelrisalit mit Zwerchhaus, Brüstungsgefache mit Zierstreben, im OG mit Rosettenmotiven; Südgiebel mit Schiefer verkleidet. | 36597908 |      |
| Claustorwall 24 51° 54′ 19″ N, 10° 25′ 5″ O   | Vorgarten                              | Vorgartenbereich zum Claustorwall; Einfriedung mit Sandsteinpfeilern. | 36599242 | BW   |
| Claustorwall 25 51° 54′ 19″ N, 10° 25′ 6″ O   | Wohnhaus                               | Zweigeschossiger Fachwerkbau mit Walmdach in Ziegeldeckung, frei stehend. Straßenfassade fachwerksichtig, linksseitig Risalit mit Zwerchhaus, rechtsseitig eingeschossiger Wintergarten; Brüstungsgefache mit Zierstreben und Sonnenrosetten ornamentiert. | 36597941 |      |
| Claustorwall 25 51° 54′ 18″ N, 10° 25′ 8″ O   | Nebengebäude                           | Eingeschossiger Fachwerkbau mit Satteldach in Ziegeldeckung, frei stehend. Nordfassade und Giebelseiten fachwerksichtig, Südfassade mit Schiefer verkleidet. | 36578437 |      |
| Claustorwall 25 51° 54′ 19″ N, 10° 25′ 9″ O   | Umspannstation                         | Eingeschossiger Massivbau mit Satteldach in Schieferdeckung, Gartenbebauung entlang der Wallgasse | 39670310 |      |
| Claustorwall 25 51° 54′ 19″ N, 10° 25′ 5″ O   | Vorgarten                              | Vorgartenbereich zum Claustorwall. | 36563698 | BW   |
| Claustorwall 26 51° 54′ 20″ N, 10° 25′ 6″ O   | Wohnhaus                               | Zweigeschossiger Fachwerkbau mit Krüppelwalmdach in Ziegeldeckung, frei stehend. Straßenfassade fachwerksichtig, rechtsseitig Zwerchhaus mit offenem Sprengwerk, linksseitig Loggia-Vorbau im EG. | 36597974 |      |
| Claustorwall 26 51° 54′ 20″ N, 10° 25′ 6″ O   | Vorgarten                              | Vorgartenbereich zum Claustorwall. | 36599188 | BW   |
| Claustorwall 28 51° 54′ 21″ N, 10° 25′ 8″ O   | Wohnhaus                               | Zweigeschossiger Fachwerkbau mit Satteldach in Ziegeldeckung, frei stehend. Fassade mit Schiefer verkleidet, an der Straßenfassade mittig vorspringender dreigeschossiger Bauteil, giebelständig, mit Sprengwerk, linksseitig zweigeschossige Balkonanlage. | 36519931 |      |
| Claustorwall 28 51° 54′ 21″ N, 10° 25′ 7″ O   | Vorgarten                              | Vorgartenbereich zum Claustorwall. | 41174985 | BW   |
| Claustorwall 29 51° 54′ 22″ N, 10° 25′ 8″ O   | Wohnhaus                               | Zweigeschossiger Fachwerkbau mit Satteldach in Ziegeldeckung, frei stehend. Straßenfassade fachwerksichtig, rechtsseitig dreigeschossiger Bauteil mit Dreiecksgiebel; Südgiebel mit Schiefer verkleidet. | 36519963 |      |
| Claustorwall 29 51° 54′ 22″ N, 10° 25′ 8″ O   | Vorgarten                              | Vorgartenbereich zum Claustorwall. | 41175002 |      |
| Claustorwall 30 51° 54′ 22″ N, 10° 25′ 9″ O   | Wohnhaus                               | Zweigeschossiger Fachwerkbau mit Krüppelwalmdach in Ziegeldeckung, frei stehend. Straßenfassade mit Holz verschalt, mittig polygonaler Erker, rechtsseitig Vorbau mit Veranda im EG und Wintergarten im OG; Südgiebel mit Schiefer verkleidet, Nordgiebel fachwerksichtig. | 36598007 |      |
| Claustorwall 30 51° 54′ 22″ N, 10° 25′ 9″ O   | Gartenlaube                            | Eingeschossiger Holzskelettbau mit Satteldach in Bitumendeckung, frei stehend. | 36566698 | BW   |
| Claustorwall 30 51° 54′ 22″ N, 10° 25′ 8″ O   | Vorgarten                              | Vorgartenbereich zum Claustorwall. | 36564399 |      |
| Claustorwall 32 51° 54′ 23″ N, 10° 25′ 9″ O   | Wohnhaus                               | Zweigeschossiger Fachwerkbau mit Satteldach in Ziegeldeckung, frei stehend. Straßenfassade fachwerksichtig, asymmetrisch platzierter Risalit mit Zwerchhaus; Giebelseite mit Holz verschalt. | 36519993 |      |
| Claustorwall 32 51° 54′ 23″ N, 10° 25′ 9″ O   | Vorgarten                              | Vorgartenbereich zum Claustorwall. | 36563998 | BW   |
| Claustorwall 33 51° 54′ 24″ N, 10° 25′ 10″ O  | Wohnhaus                               | Zweieinhalbgeschossiger Fachwerkbau mit Satteldach in Ziegeldeckung, frei stehend. Fassade mit Schiefer verkleidet, an der Straßenfassade linksseitig vorspringender dreigeschossiger Bauteil, giebelständig mit Krüppelwalmdach und Sprengwerk, rechtsseitig zweigeschossige Wintergartenanlage. | 36598040 |      |
| Claustorwall 33a 51° 54′ 24″ N, 10° 25′ 10″ O | Wohnhaus                               | Zweigeschossiger Massivbau Satteldach in Ziegeldeckung, frei stehend. Fassaden verputzt, mit Eckbossen an den Gebäudekanten, Fensteröffnungen eingefasst mit Sandsteingewänden; stark plastische baukörperliche Gliederung. | 36598074 |      |
| Claustorwall 34 51° 54′ 25″ N, 10° 25′ 10″ O  | Wohnhaus                               | Zweigeschossiger Massivbau mit Walmdach in Ziegeldeckung, frei stehend. Fassade mauerwerkssichtig mit hellen Fensterfascien; Natursteinsockel. | 36598107 |      |
| Claustorwall 34 51° 54′ 25″ N, 10° 25′ 11″ O  | Nebengebäude                           | Zweigeschossiger Fachwerkbau mit Satteldach in Ziegeldeckung. Längsfassaden fachwerksichtig, Gefache mit Backsteinmauerwerk ausgefacht; Giebelseite in Backsteinmauerwerk, im OG gekuppeltes Fenster mit Serliana. | 36572550 |      |
| Claustorwall 34 51° 54′ 25″ N, 10° 25′ 9″ O   | Vorgarten                              | Vorgartenbereich zum Claustorwall. | 36599836 |      |
| Claustorwall 37 51° 54′ 27″ N, 10° 25′ 11″ O  | Haus Griese                            | Einfamilienwohnhaus, erbaut 1896–97 nach Entwürfen von Adolf Schinkel für den Fabrikanten Wilhelm Griese. Eineinhalbgeschossiger Massivbau mit Krüppelwalmdach in Ziegeldeckung, frei stehend. Fassade mauerwerkssichtig, mit Sandsteingliederungen im Bereich der Rundbogenfenster und Ecklisenen, an der Südwestecke zweigeschossiger, giebelständiger Bauteil mit Dreiecksgiebel und vorkragendem Sprengwerk. | 36598139 |      |
| Claustorwall 38 51° 54′ 27″ N, 10° 25′ 11″ O  | Wohnhaus                               | Zweigeschossiges Gebäude mit Krüppelwalmdach in Betonziegeldeckung, frei stehend. Fassade im EG sowie am Treppenhaus an der Südfassade verputzt, OG in Fachwerkbauweise, fachwerksichtig. | 36598172 |      |
| Claustorwall 38 51° 54′ 27″ N, 10° 25′ 10″ O  | Vorgarten                              | Vorgartenbereich zum Claustorwall. | 36599586 |      |
| Claustorwall 39 51° 54′ 28″ N, 10° 25′ 11″ O  | Wohnhaus                               | Zweigeschossiger Fachwerkbau mit Krüppelwalmdach in Ziegeldeckung, frei stehend. Straßenfassade fachwerksichtig, ausgefacht mit Backsteinmauerwerk, links Seitenrisalit mit Dreiecksgiebel, rechts Wintergarten im EG; Giebelseite mit Schiefer verkleidet. | 36598205 |      |
| Claustorwall 39 51° 54′ 28″ N, 10° 25′ 10″ O  | Vorgarten                              | Vorgartenbereich zum Claustorwall. | 36599559 | BW   |
| Claustorwall 40 51° 54′ 28″ N, 10° 25′ 12″ O  | Wohnhaus                               | Zweigeschossiger Fachwerkbau mit Satteldach in Ziegeldeckung, südlicher Gebäudeteil eines Doppelwohnhauses, frei stehend. Straßenfront mit Seitenrisalit mit Dreiecksgiebel, Fassade im OG mit Schiefer verkleidet. | 36544199 |      |
| Claustorwall 41 51° 54′ 29″ N, 10° 25′ 12″ O  | Wohnhaus                               | Zweigeschossiger Fachwerkbau mit Satteldach in Ziegeldeckung, nördlicher Gebäudeteil eines Doppelwohnhauses, frei stehend. Straßenfront mit Seitenrisalit mit Dreiecksgiebel, Fassade im OG mit Schiefer verkleidet. | 36544228 |      |
| Claustorwall 42 51° 54′ 29″ N, 10° 25′ 12″ O  | Wohnhaus                               | Dreigeschossiger Fachwerkbau mit Walmdach in Ziegeldeckung, frei stehend. Straßenfassade und Nordostfassade fachwerksichtig, an der Straßenseite Wintergärten im linken Fassadenteil, Brüstungsgefache mit viertelkreisförmigen Zierstreben; Südwestfassade mit Schiefer verkleidet. Rückwärtig zweigeschossiger Bauteil.                                                                                        | 36520024 |      |
| Claustorwall 42 51° 54′ 29″ N, 10° 25′ 11″ O  | Vorgarten                              | Vorgartenbereich zum Claustorwall. | 36599404 |      |
| Claustorwall 51° 54′ 13″ N, 10° 25′ 0″ O      | Grenzstein                             | Stele aus Sandstein, frei stehend an der Außenseite der ehemaligen Wallanlagen auf Höhe vom Claustorwall Nr. 18. Quadratischer Grundriss von ca. 40 × 40 cm, Höhe ca. 2 m; Reliefarbeiten und Inschrift auf der Nordostseite. | 36608146 |      |
| Claustorwall 51° 54′ 11″ N, 10° 24′ 58″ O     | Äußere Stadtmauer                      | Fragment der historischen Stadtbefestigung (äußerer Mauerring), Länge: ca. 48 m, auf halber Länge rechtwinklig abgeknickt; Bruchsteinmauerwerk mit nach innen weisenden geböschten Stützmauern; Mauerkrone mit Drahtzaun. | 41202519 | BW   |
| Claustorwall 51° 54′ 7″ N, 10° 25′ 3″ O       | Äußere Stadtmauer                      | Fragment der historischen Stadtbefestigung (äußerer Mauerring), Länge: ca. 67 m, stumpfwinklig abgeknickt auf halber Länge; Bruchsteinmauerwerk mit einigen nach innen vorspringenden Mauerwerksabschnitten; Mauerkrone mit Stahlgeländern abgedeckt. | 41202599 | BW   |
| Claustorwall 51° 54′ 7″ N, 10° 25′ 4″ O       | Wallanlage                             | Fragment der historischen Stadtbefestigung (Wallanlage) zwischen innerem und äußerem Mauerring, mit Rasenfläche. | 45719070 | BW   |
| Claustorwall 51° 54′ 11″ N, 10° 24′ 55″ O     | Frankenberger Teich                    | | 36546287 |      |